# Список рек Китая
Этот неполный список рек, протекающих через Китай, организован в соответствии с водным бассейном, в которое впадает каждая река, начиная с Охотского моря на северо-востоке, двигаясь по часовой стрелке на карте и заканчивая Северным Ледовитым океаном .

## Охотское море
- Река Хэйлун (黑龙江) (Амур)
  - Река Уссури (乌苏里江)
    - Река Мулинхэ (穆棱 河)
    - Река Сонгача (松阿察 河)

  - Река Сунгари (松花江)
    - Река Ашихэ (阿什 河)
    - Река Хуланьхэ (呼兰河)
    - Вторая река Сунгари (第二 松花江)
    - Река Вокен (倭 肯 河)
    - Река Муданьцзян (牡丹江)
    - Река Нэнцзян (嫩江)
      - Река Ганьхэ (甘 河)

    - Река Хойфахэ (辉 发 河)

  - Аргунь (额尔古纳河)
    - Река Хайлар (海拉尔 河)
    - Озеро Далайнор (呼伦湖)
      - Река Керулен (克鲁伦河)

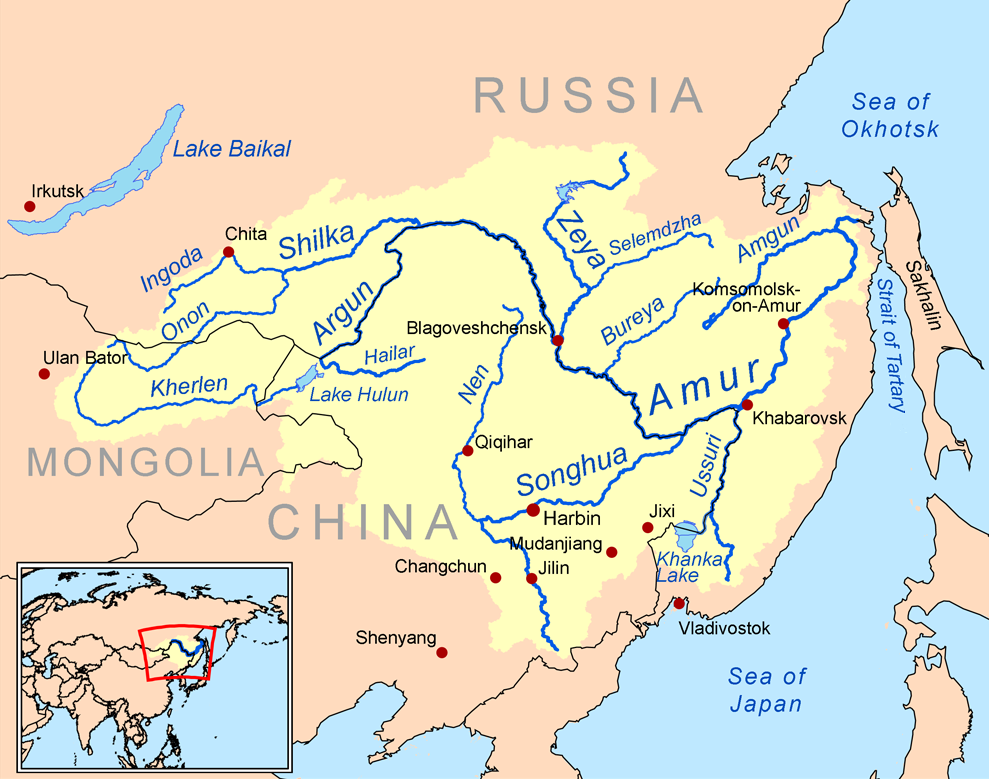
Бассейн реки Амур

      - Озеро Буйр-Нуур (贝尔 湖) (в основном в Монголии)

## Японское море
- Река Суйфень (绥芬河) (Раздольная)
- Река Туманная (图 们 江)
  - Река Хуньчуньхэ (珲春 河)

## Бохайское море
- Река Анзи (鞍子 河)
- Река Фучжоу (复 州 河)
- Река Даляохэ (大 辽河)

- Ляохэ (辽河)
  - Река Тайцзыхэ (太子 河)
  - Река Хунбхэ (浑河)
  - Река Лю (柳河)
  - Река Дунляо (东 辽河)
  - Река Силяохэ (西 辽河)
    - Река Шара-Мурэн (西拉 木 伦 河)
- Река Далинхэ (大 凌河)
- Река Яньтай (烟台 河)
- Река Люгу (六 股 河)
- Река Ши (石河)
- Река Гоу (狗 河)
- Река Даши (大 石河)
- Река Цзюцзян (九 江河)
- Река Дай (戴 河)
- Река Ян (洋河)
- Луаньхэ (滦 河)
- Хайхэ (海河)
  - Река Чаобайхэ (潮白河)
    - Река Чао
    - Река Бай

- - Река Вэй (潍 河)
  - Река Чжан (漳河)
  - Река Юндинхэ (永定河)
    - Река Сангган (桑干河)
    - Ян Хэ (洋河)

  - Река Дацин (大 清河)
    - Река Джума (拒马河)

  - Река Вэй (Хэбэй) (卫 河)
- Река Тухай

- Река Хуанхэ (黃河)
  - Река Лохэ (Хэнань) (洛河 (南))
  - Река И (伊 河)
  - Река Цинь (沁河)
  - Река Вэйхэ (渭河)
    - Река Цзинхэ (泾 河)
    - Река Лохэ (Шэньси) (洛河 (北))

  - Река Феньхэ (汾河)
  - Река Ян (延河)
  - Река Удинхэ (无 定 河 / 無 定 河)
  - Река Куе (窟 野 河)
  - Река Дахей (大 黑河)
  - Река Циншуй (清水 河)
  - Река Зули (祖 厉 河 / 祖 厲 河)
  - Река Таохэ (洮河)
  - Река Дасяхэ (大 夏河)
  - Звездная река (湟 水)
  - Белая река (白河)

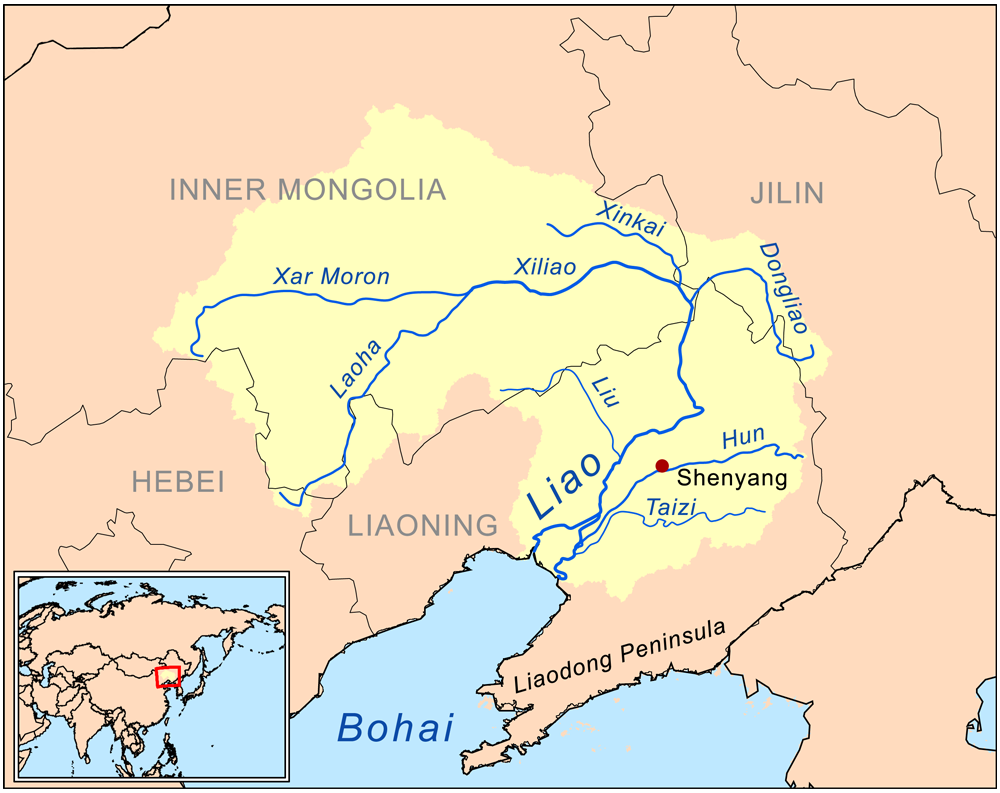
Бассейн реки Ляо

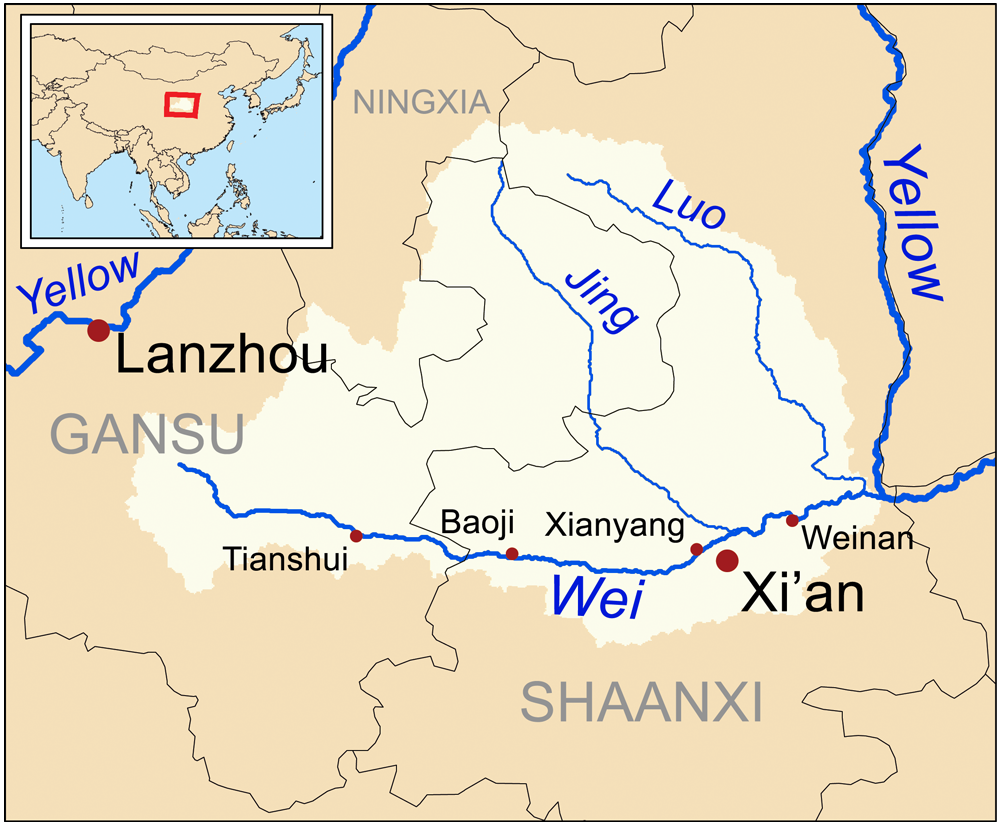
Бассейн реки Вэй

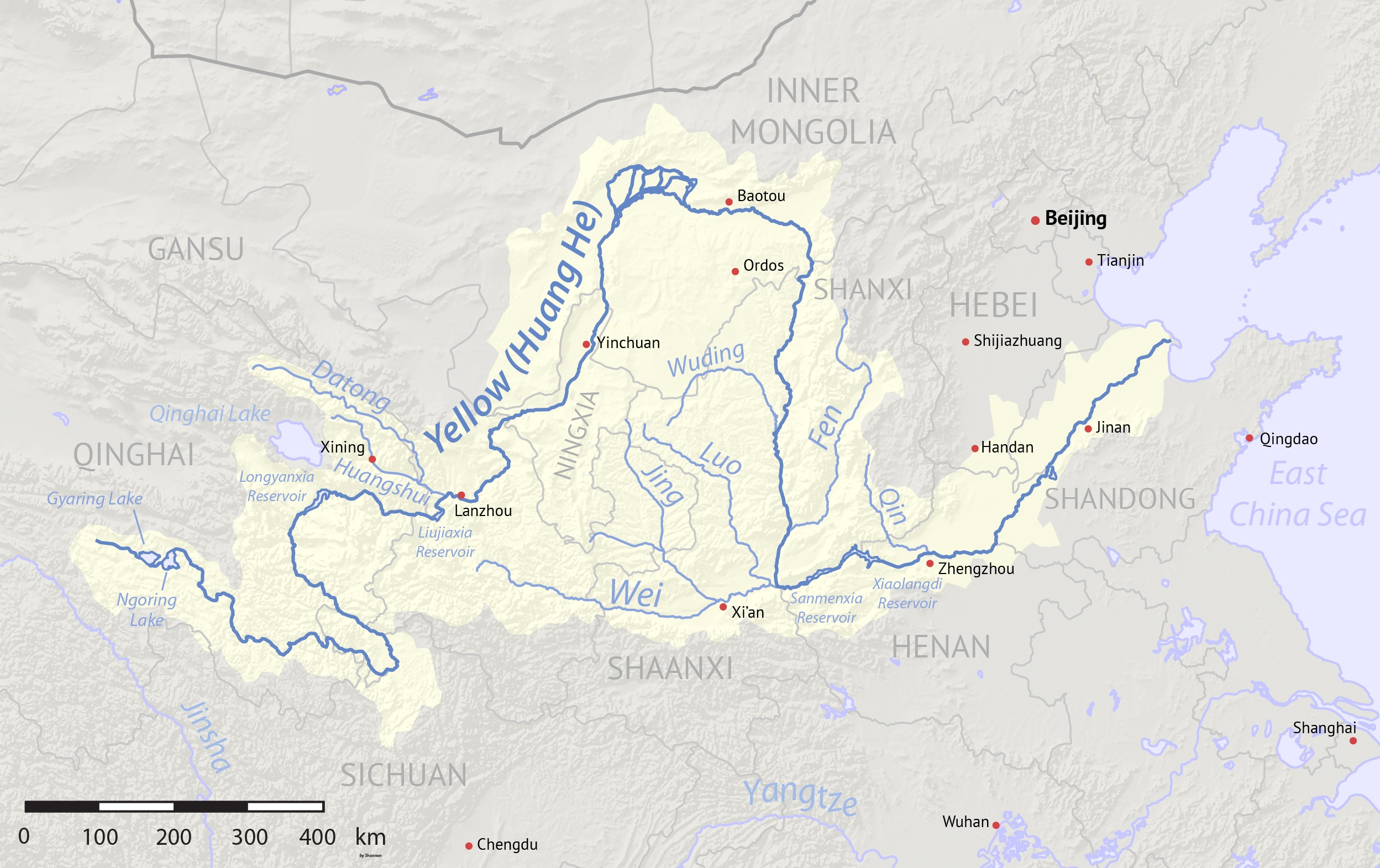
Бассейн Хуанхэ

- Река Сяоцинхэ (小 清河, ранее известный как 济 河)
  - Река Цзыхэ (淄 河)
  - Река Тахэ
    - Река Янхэ (阳 河)

  - Река Чжансэн
    - Река Михэ

## Желтое море

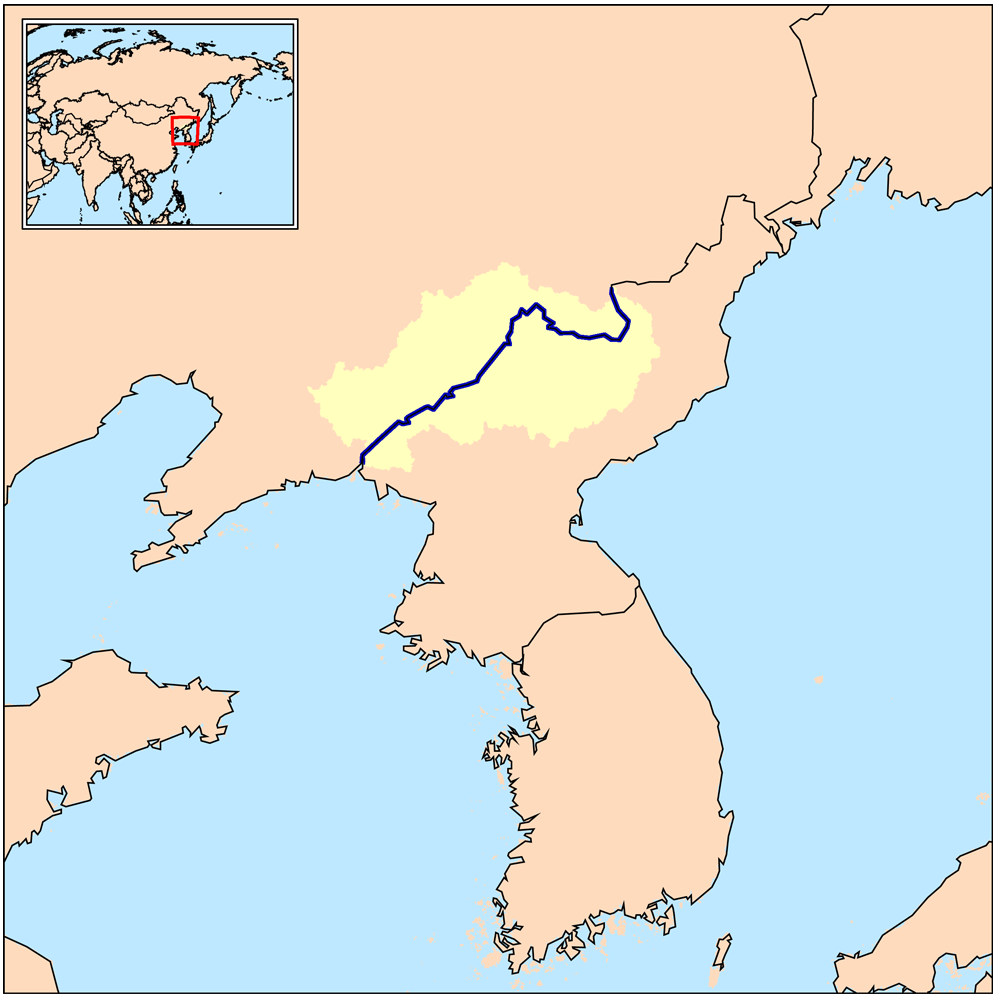
Река Ялу

- Река Ялуцзян (鸭绿江) - Корейский залив
- Река Даянг (大洋 河) - Корейский залив
- Река Хули (湖里 河) - Корейский залив
- Река Инна (英 那 河) - Корейский залив
- Река Чжуан (庄河) - Корейский залив
- Река Сяоси (小 寺 河) - Корейский залив
- Река Цзяо (Шандон) (胶 河)
- Река Ишуй (沂河)
  - Река Шу (沭河)
  - Река Си (泗 河)

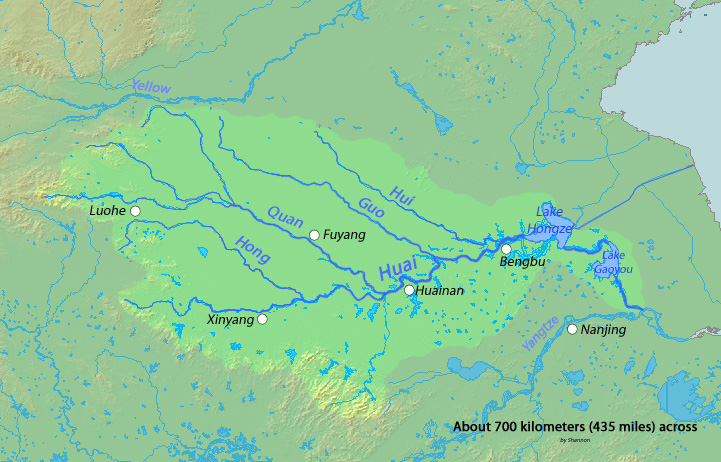
Бассейн реки Хуай

- Ирригационный канал Северного Цзянсу
  - Озеро Хунцзэху (洪泽湖)
    - Река Хуайхэ (淮河)
      - Река Хуэй (浍 河)
      - Река Го (涡河)
      - Река Инхэ (颍 河) - также известная как река Шайинг (沙颖)
      - Река Сяорунь (小 润 河)
      - Река Гу (谷 河)
      - Река Шигуань (史 灌 河)
        - Река Гуань (灌 河)
        - Река Хонг (洪河)

      - Река Хуан (潢 河)
      - Река Люй (闾 河)
      - Река Мин (明河)
      - Река Ю (游 河)
      - Река Юэ, Шэньси

## Восточно-Китайское море

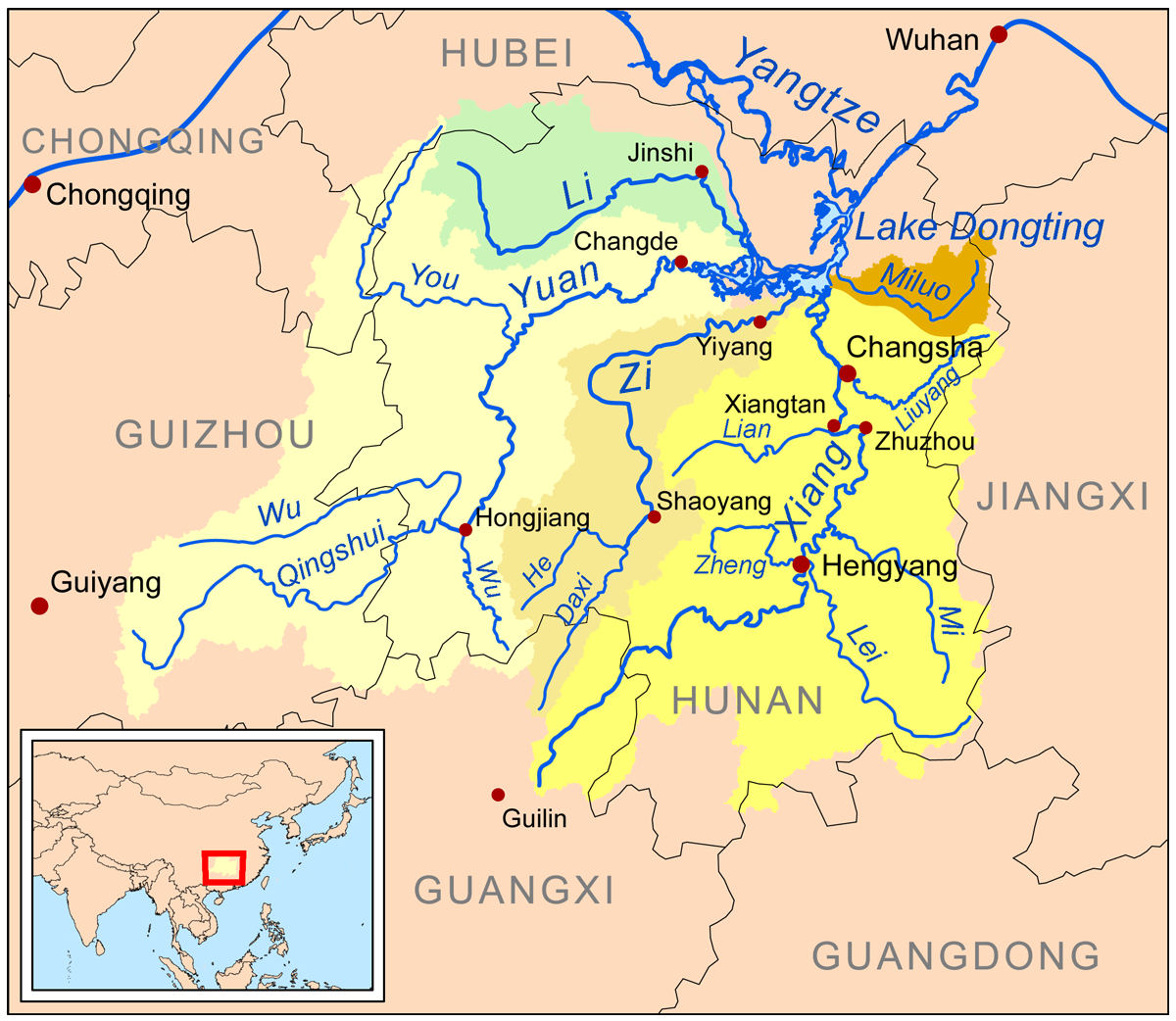
Озеро Дунтин и реки Лишуй, Юань, Цзы, Сян и Милуо в провинции Хунань.

- Река Янцзы (Чанг Цзян 长江; верхнее течение, известное как Цзиньша 金沙江 и река Тунтянь  通天河)
  - Река Хуанпу (黃 浦江)
    - Ручей Сучжоухэ (Усонг) (苏州 河, 吴淞 江)

  - Река Ситяо (西 苕 溪)
    - Дакси Крик

  - Великий канал (大 运河)
  - Река Циньхуай
    - Озеро Гаоюху (高邮 湖)
      - Река Саньхэ (三河)
        - Озеро Хунцзэху
          - Река Хуайхэ

  - Река Гуси (姑 溪河)
    - Озеро Шицзю (石臼 湖)

  - Река Юйси (裕 溪河)
    - Озеро Чаоху
    - Река Нанфэй (南淝河)

  - Река Цинъи  (青弋江)
    - Река Цзиншань (荆山 河)
    - Река Даони (倒 逆 河)
    - Река Чжаси (渣 溪河)
    - Река Мачуан (麻 川河)
    - Озеро Тайпин (太平湖)
      - Река Саньсико (三 溪口)
      - Река Цинси (清 溪河)
      - Река Шуси (舒 溪河)

  - Озеро Поянху
    - Река Ганьцзян (Цзянси) (赣 江)
      - Река Чжан (章 江)
      - Река Гуншуй (貢 水)
        - Река Мэй (梅河)
        - Река Сянцзян (湘水)

    - Река Фухе (抚河)
    - Река Синь (信 江)

  - Река Фушуй (富 水)
  - Река Ше (灄 水)
  - Река Ханбшуй (汉江 или 汉水)
    - Река Чи (池水)
    - Река Мума (牧马 河)
    - Река Ду

  - Озеро Дунтинху
    - Река Милуо (汨罗 江)
    - Сян (湘江)
      - Река Xiaoshui (瀟水)
      - Река Чжэншуй (氶 水)

    - Река Цзыцзян (Цзы) (资 江)
    - Река Лишуй (Ли) (澧水)
      - Река Лушуэй (溇 水)

  - Река Цин (清江)
  - Река Хуанбо (黄柏 河)
  - Ручей Шеннонг  (神农溪)
  - Река Данинг (大宁河)
  - Река Уцзян (приток Янцзы) (巫 水)
  - Modao Creek (磨刀 溪)
  - Река Цзялинцзян (嘉陵江)
    - Река Фуцзян (涪江)
    - Река Цюйцзян (渠 江)
    - Река Байшуй (白水)
    - Река Байлундзян (白龙江)
    - Река Лючонг

  - Река Лунси (龙 溪河)
  - Река Хуаси (花 溪河)
  - Река Ци (綦江)
  - Река Сунси (笋 溪河)
  - Река Ву (乌江)
  - Река Циншуйхэ
  - Река Туо (沱江)
  - Река Чишуй (赤水 河)
  - Минцзян (Сычуань) (岷江)
    - Река Дадухэ (Сычуань) (大渡河)
      - Река Цинъи Цзян (青衣江)
      - Река Нанья

    - Река Каопо 草坡河 (草坡河)

  - Река Ялунцзян 雅砻江 (雅砻江)
    - Река Мули

  - Река Шуодуоган (硕 多 岗 河)
  - Озеро Дианчи
- Река Цяньтан (钱塘江) / Река Синьань (新安江)
  - Река Хэн (横江)
    - Река Лунчуань (龙川)
    - Река Фэнси (丰 溪河)
- Река Цаоэ (曹娥 江)
- Река Юн (甬江)
- Река Цзяо (椒江)
- Река Оуцзян (Чжэцзян) (瓯 江)
- Река Мулан (木蘭 溪畔)
  - Река Сикоу
  - Река Даджиси

- Река Ханцзян (韩江)
  - Река Мэйцзян (梅江)
    - Река Нин (宁江)

  - Река Тингцзян (汀江)
  - Река Дацзин (大 靖 河)

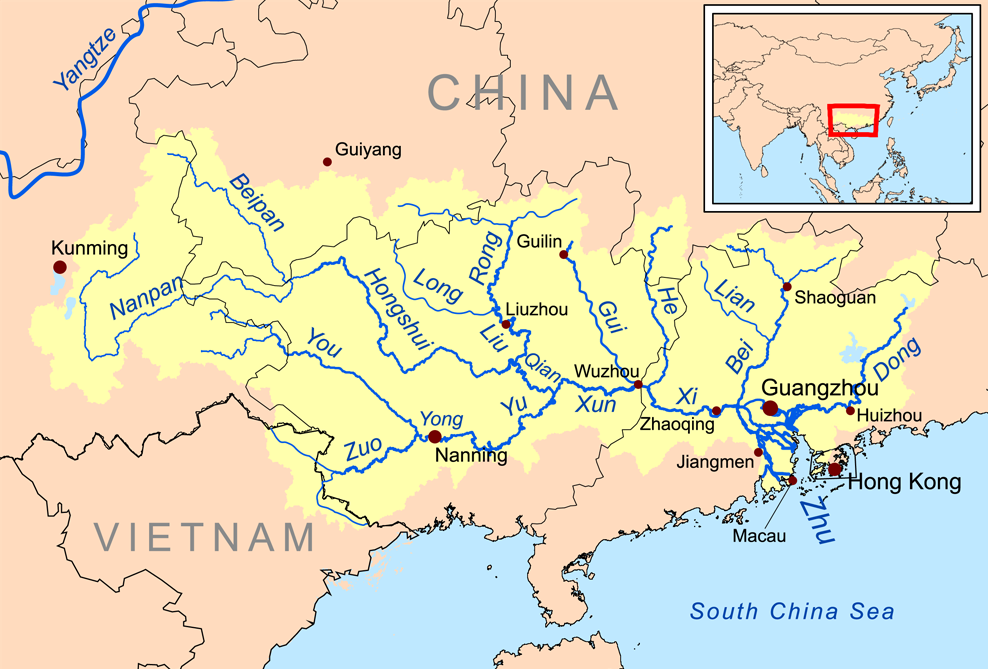
Бассейн Жемчужной реки

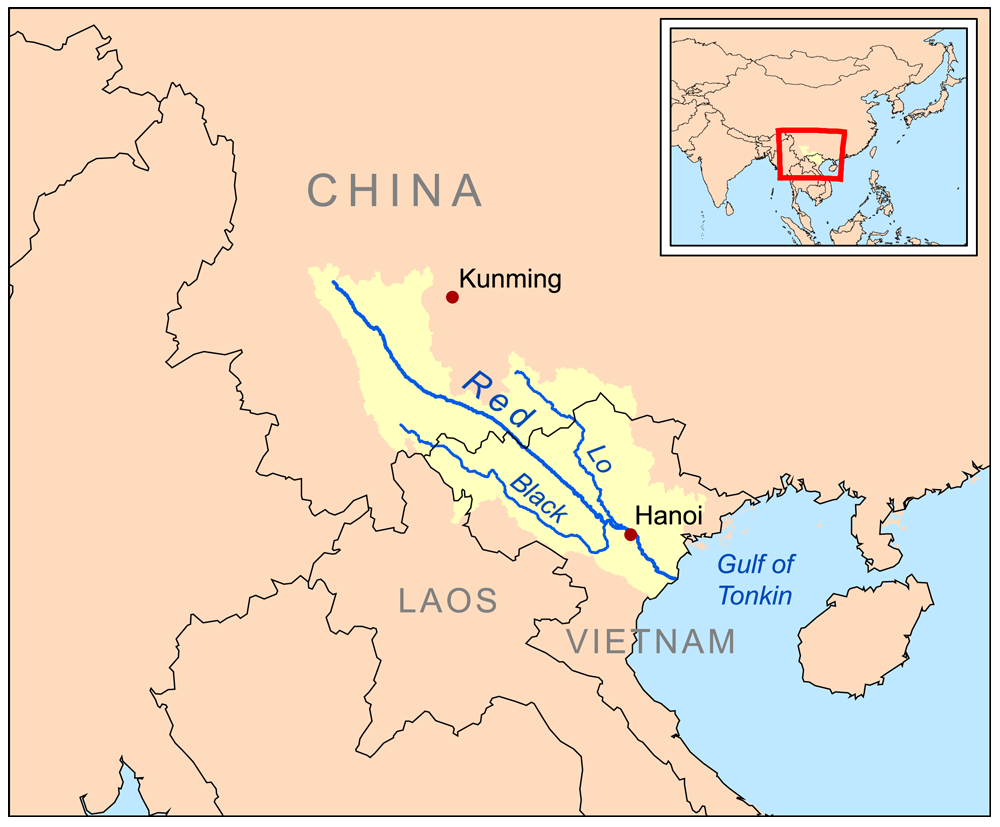
Водораздел Красной реки (Азия)

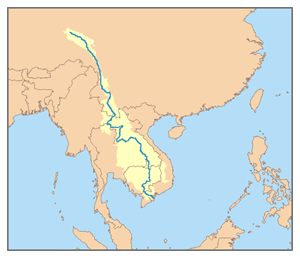
Водораздел реки Ланканг (Меконг)

- Река Чжудзян (Жемчужная река) (珠江)
  - Река Дунцзян (Донг) (东江)
  - Река Люсихэ
  - Река Бэйцзян (Бэй) (北江)
  - Река Синьфэн
  - Река Сицзян (Си) (西江)
    - Река Гуйцзян (Гуй) (桂江)
      - Река Лицзян (Ли) (漓江)

    - Река Сюньцзян (Сюнь) (浔 江)
      - Река Цяньцзян (黔江)
        - Река Люцзян (柳江)
          - Река Ронг (融 江
          - Лонг-Ривер (Гуанси)龙江)

        - Река Хуншуйхэ (Красная река) (红 水河)
          - Река Бейпаньцзян (北 盘 江)
          - Река Нанпан (南 盘 江)
            - Река Цюй (曲江)
              - Река Лянь (река Цюй) (练 江)

      - Река Юйцзян (Юй) (鬱江)
        - Река Юнцзян (Юн) (邕江)
          - Река Цзоцзян (Цзо) (左 江)
          - Река Юцзян (Вы) (右江)
- Река Бейлун (北仑河)
- Река Юань (元 江) / (Красная река)
  - Река Нанвен (南 温 河) / Река Ло
  - Река Да (李仙江) (Черная река)
- Река Меконг (澜沧江) (Ланьканг)
  - Река Нанджу (南 桔 河)
  - Река Нанла (南 腊 河)
  - Река Луосуо (罗 梭 江)

### Сострова Хайнань

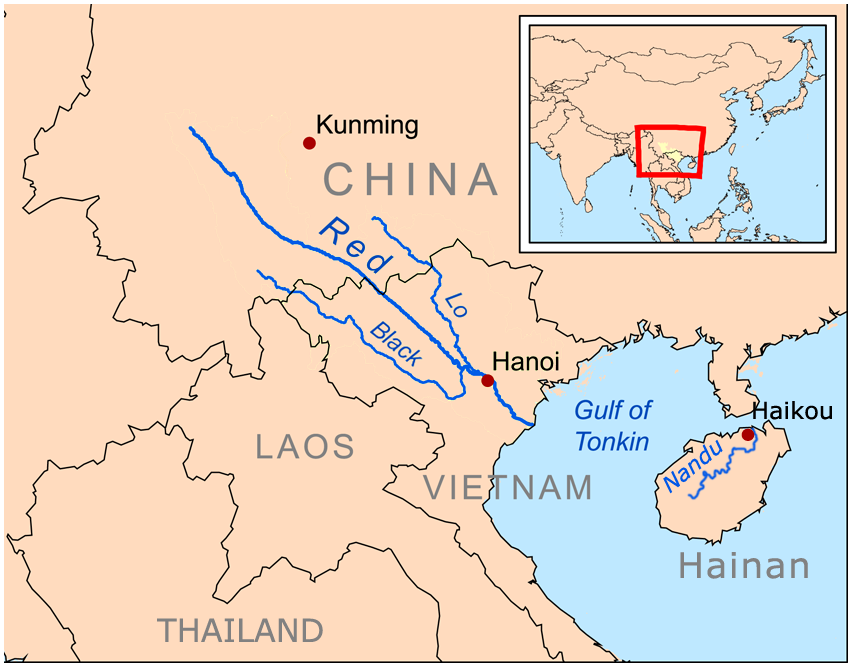
Река Нанду (карта), провинция Хайнань

- Река Нанду (南渡江)
  - Река Хайдянь
- Река Ванцюань   (万泉河)

## Андаманское море
- Река Ну (怒江) / (Река Салуин)
  - Река Ванма (万马 河)
  - Река Хунъян (硔 养 河)
  - Река Менгболуо (勐 波罗 河)
  - Река Супа (苏帕 河)
  - Река Шидиан (施甸 河)
  - Река Луомингба (罗明 坝河)
- Река Иравади (Мьянма)

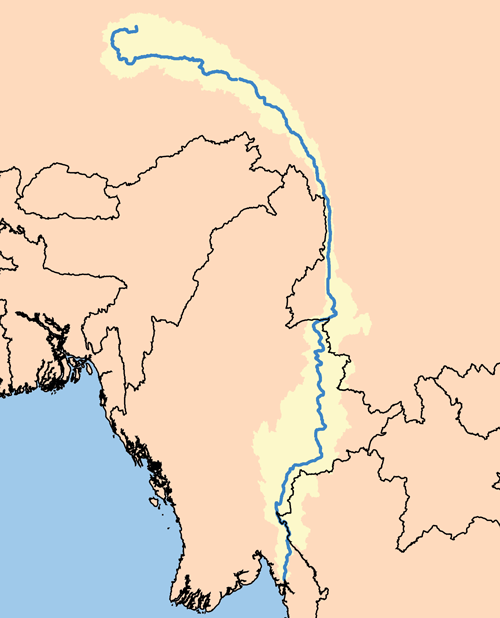
Река Ню (Салуин)

  - Река Дайнг  (大 盈江) / (Река Тейпинг)
  - Река Лунчуань (龙川 江) / (Река Швели)
  - Река Н'Май (Мьянма)
    - Река Дулонг (独龙江)

## Бенгальский залив
- Река Мегхна ( Бангладеш )

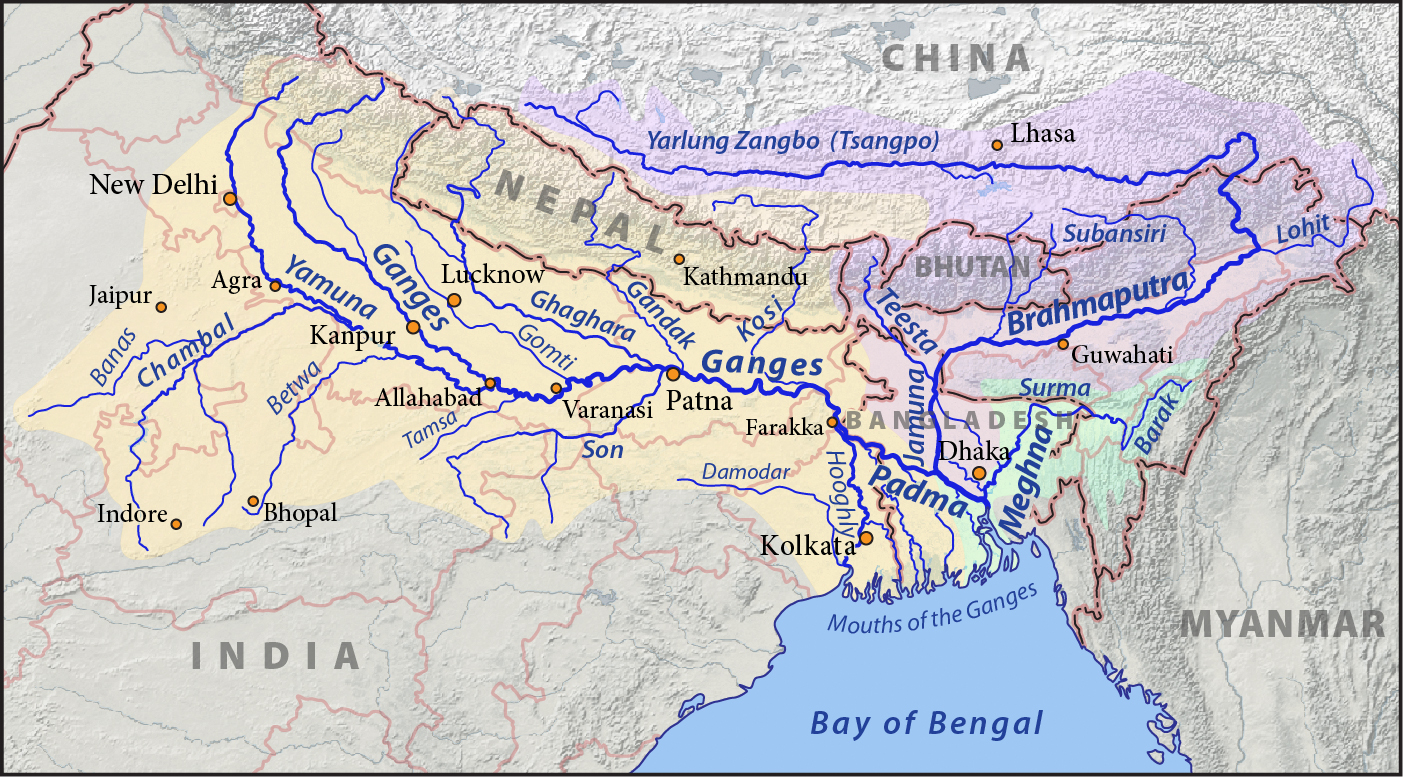
Карта водосборных бассейнов Ганга (желтый), Брахмапутры (фиолетовый) и Мегхна (зеленый).

  - Река Ганг (Индия) / Река Падма ( Бангладеш )
    - Река Ярлунг Цангпо (ཡར་ ཀླུངས་ གཙང་ པོ་, 雅鲁藏布江)
      - Река Субансири (西巴 霞 曲)
      - Река Лхаса
      - Река Парлунг Цангпо (帕隆藏布)
        - Река Игун Цангпо (易贡 藏 布)

      - Река Лухит (察隅 曲) / (Заюку)
      - Река Ньянг (ཉང་ ཆུ, 尼 洋 曲)

    - Река Манас (Бутан / Индия)
      - Река Лхобрак Чху / Куру-Чу

    - Река Коси (Непал / Индия)
      - Река Бум Чу (བུམ་ ཆུ, 澎 曲 / 阿龙 河) (Арун)
      - Река Матсанг Цангпо (མ་ གཙང་ གཙང་ པོ །, 麻 章 藏 布) (Сун-Коси)
      - Река Ронгшар Цангпо (波特科西) (Бхотэ-Коси)

    - Река Гхагхара (格尔纳利 河)

## Аравийское море
- Sênggê Zangbo (སེང་ གེ ། ་ གཙང་ པོ, 狮泉河) / Река Инд
  - Река Панджнад (Пакистан)
    - Langqên Zangbo (གླང་ཆེན་ གཙང་ པོ, 象 泉河) / Река Сатледж

## Северный Ледовитый океан

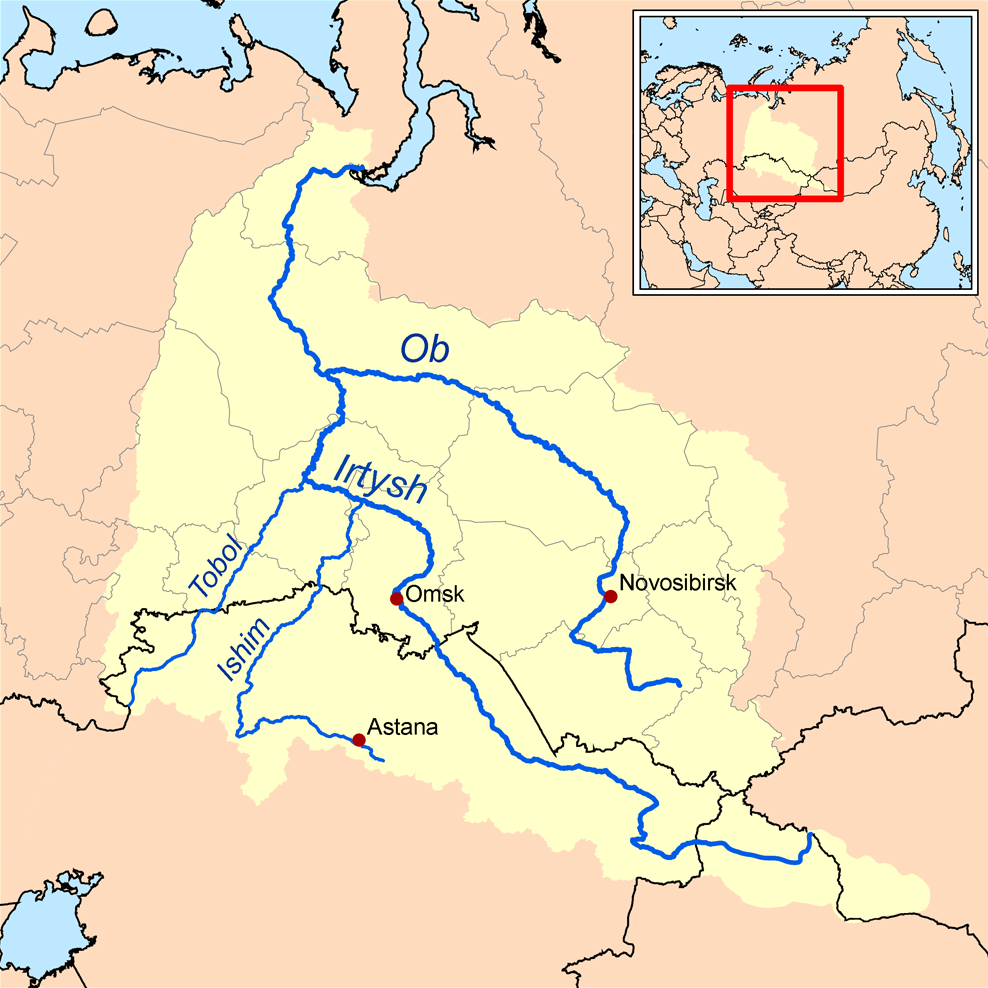
Обь-Иртышский водораздел

- Река Обь (Россия)
  - Река Иртыш (额尔齐斯河)
    - Река Белезеке (别 列 则 克 河)
    - Река Хаба (哈巴河)
    - Река Буркин (布尔津 河)
      - Река Канас
        - Озеро Канас

      - Река Хему

    - Река Кала Иртыш (喀拉 额尔齐斯河)

## Бессточные области

### Джунгарский бассейн
- Озеро Улюнгур (乌伦 古 湖)
  - Река Урунгу (乌伦 古河)
- Озеро Манас (玛纳斯 湖)
  - Река Манас (玛纳斯 河)
- Озеро Айлик (艾里克 湖)
  - Река Байян (白杨 河)

### Илийский бассейн
- Озеро Балхаш (Казахстан)
  - Река Или

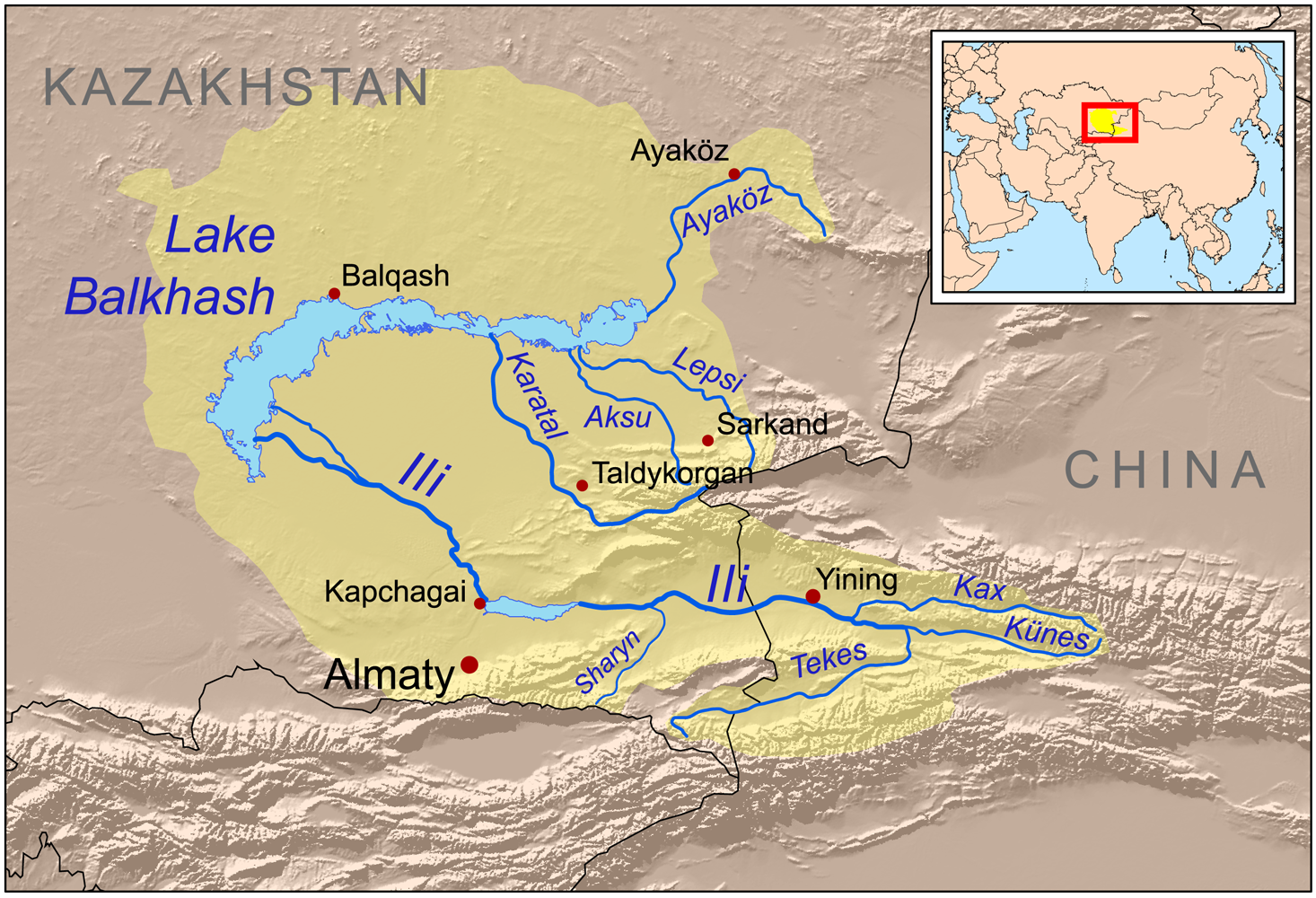
Илийский бассейн

    - Каш (приток Или) (喀什 河; также известная как река Каш)
    - Река Текес (特克斯 河)

### Бассейн озера Джоян
- Река Эджин (Жошуй)

### Озеро Алаколь
- Озеро Алаколь (Казахстан)
  - Река Эмель (Эмин)
- Озеро Жаланашколь (Казахстан)
  - Река Теректы (Тиелекети)

### Бассейн Цайдам
- Река Голмуд-Гол

- Река Циемо (Черчен)
- Река Кайду (Хайдык-Гол)

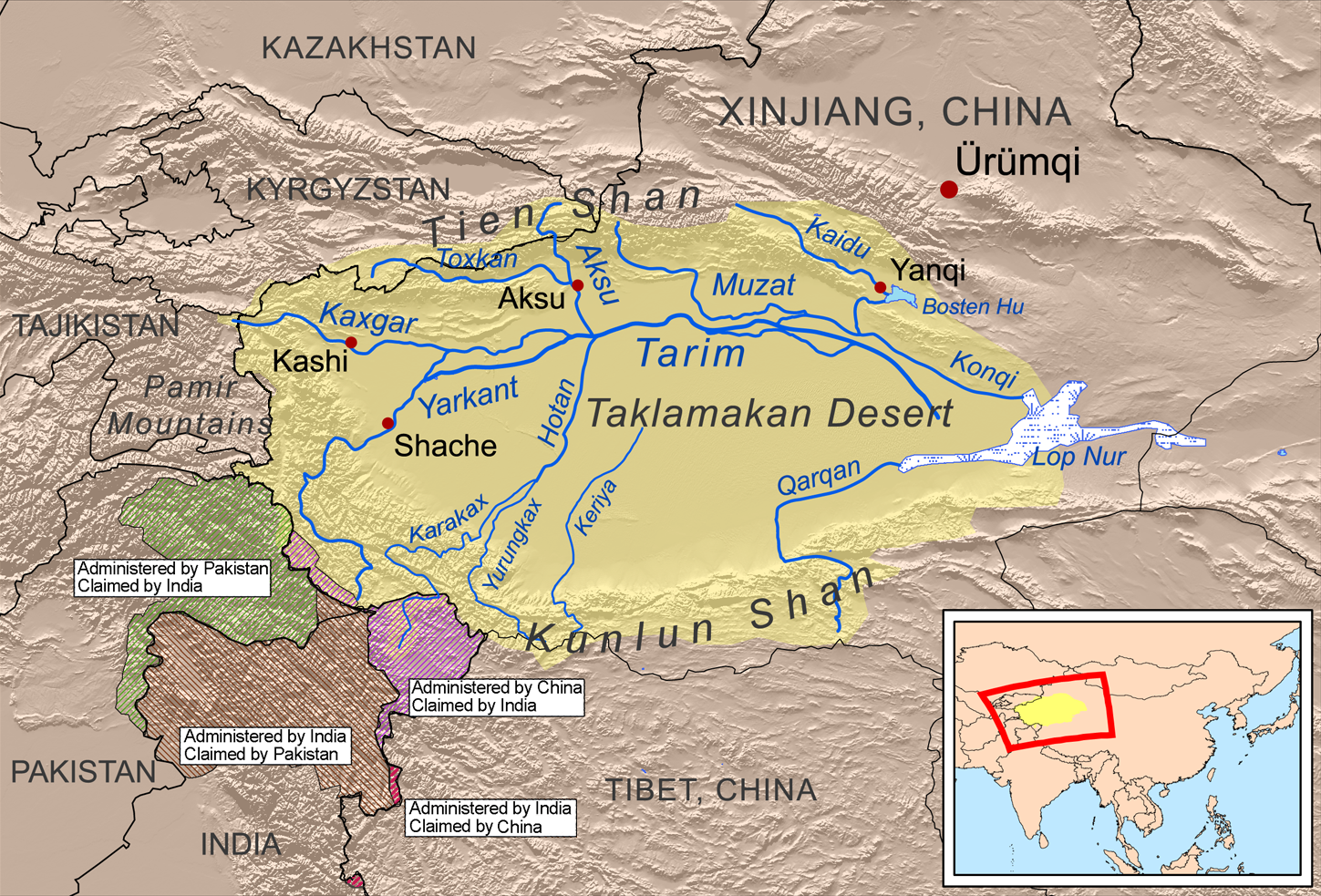
Таримский бассейн

- Река Тарим — заканчивается в озере Лоп
  - Река Музарт
  - Река Хотан
    - Река Каракаш (река Черного нефрита) (黑 玉 江)
    - Река Юрункаш (река Белого нефрита) (白玉江)

  - Река Аксу
    - Река Таушкандарья

  - Река Яркенд
    - Река Кашгар
    - Река Ташкурган
    - Река Шаксгам (Кырчинбулак)
- Река Шулэхэ
  - Река Данг
  - Река Лукао
    - Река Юйлинь

  - Река Чангма
- Река Караташ

## Каналы
- Великий канал (大 运河)
- Канал Лингку (灵渠) между бассейнами Жемчужной реки и Янцзы
- Канал Иртыш – Карамай – Урумчи (только орошение)

## Внешние ссылки
- Berman, Lex: China River Basins (англ.). WorldMap. Harvard University (2011). Interactive map with China's river basins, showing river names in Chinese.
- Table of rivers in China with Chinese names and useful data (dead link 01:15, 4 March 2013 (UTC))